# Katz Zsófia
Katz Zsófia (Nagyatád, 1991. szeptember 24. –) musicalszínésznő.

## Élete
A Somogy megyei Csokonyavisontáról származik. Kisgyermek kora óta foglalkozik zenéléssel, énekléssel. Gimnáziumi évei alatt számos országos versenyt nyert meg. 2010-ben elnyerte az Országos Musical Női Bajnok címet, 2012-ben Országos Karaoke Női Bajnok lett és szintén ez évben a Balaton Hangjává választották.
Tanulmányait a Pesti Broadway Stúdióban végezte.
2013 óta a Budapesti Operettszínház színpadán szerepelt. 2019 óta a Gergely Theáter aktív tagja.

### Magánélete
Vőlegénye Lukács Dániel színész.

## Fontosabb szerepei
- Isten pénze – Belinda Cratchit
- Nők az idegösszeomlás szélén – Candela
- Abigél – Torma Piroska
- A régi nyár – Lulu, állástalan görl
- Lady Budapest – Lady Ashton
- Apáca show – Michelle
- Puskás – Bíró Margit

## Film és sorozat szerepei
- Jóban Rosszban (sorozat, 2022) – Irén
- Doktor Balaton (sorozat, 2021) – Recepciós